# Cantón de Vielmur-sur-Agout
El cantón de Vielmur-sur-Agout era una división administrativa francesa, que estaba situada en el departamento de Tarn y la región de Mediodía-Pirineos.

## Composición
El cantón estaba formado por siete comunas:
- Carbes
- Cuq
- Fréjeville
- Guitalens-L'Albarède
- Sémalens
- Serviès
- Vielmur-sur-Agout

## Supresión del cantón de Vielmur-sur-Agout
En aplicación del Decreto n.º 2014-170 de 17 de febrero de 2014, el cantón de Vielmur-sur-Agout fue suprimido el 22 de marzo de 2015 y sus 7 comunas pasaron a formar parte del nuevo cantón de Llanura del Agoût.